# Leptomorphus carnevalei
Leptomorphus carnevalei är en tvåvingeart som beskrevs av Loïc Matile 1977. Leptomorphus carnevalei ingår i släktet Leptomorphus och familjen svampmyggor.
Artens utbredningsområde är Kongo. Inga underarter finns listade i Catalogue of Life.